# Agostino Nifo
Agostino Nifo (Sessa Aurunca, 18 gennaio tra il 1469 e il 1475 – Sessa Aurunca, 27 maggio tra il 1529 e il 1546) è stato un filosofo e umanista italiano.

## Biografia

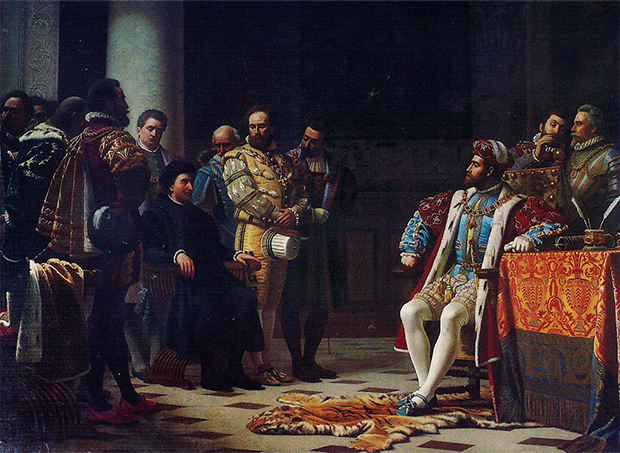
Agostino Nifo alla corte di Carlo V (Luigi Toro, 1876, Municipio di Sessa Aurunca)

Nacque a Sessa Aurunca tra il 1469 e il 1475 da una agiata famiglia di banchieri. Dopo una iniziale formazione con precettori privati, il Nifo frequentò l'Università di Padova, dove ebbe modo di approfondire la sua formazione classica e divenne allievo di Nicoletto Vernia.
In una prima fase della sua filosofia, il pensiero del Nifo si ispirava ad una rivisitazione dei concetti fondamentali di Averroè che in seguito mutò giungendo a posizioni più vicine all'ortodossia cattolica. Nel 1495 pubblicò un'edizione delle opere di Averroè corredate di commento in cui cerca di porsi già come mediatore tra la cultura occidentale e quella islamica.
Fu ordinato professore di filosofia all'Università di Padova giovanissimo nel 1503      e in seguito insegnò anche a Napoli, Roma e Pisa, guadagnando una fama tale da essere incaricato nel 1518 da Papa Leone X di difendere la dottrina cattolica sull'immortalità contro gli attacchi di Pietro Pomponazzi e degli alessandristi. Scrisse pertanto il trattato De immortalitate animae che ottenne un così grande riconoscimento pubblico da essere ricompensato dal Papa con la nomina a conte palatino con il diritto di assumere il cognome del pontefice stesso, Medici.

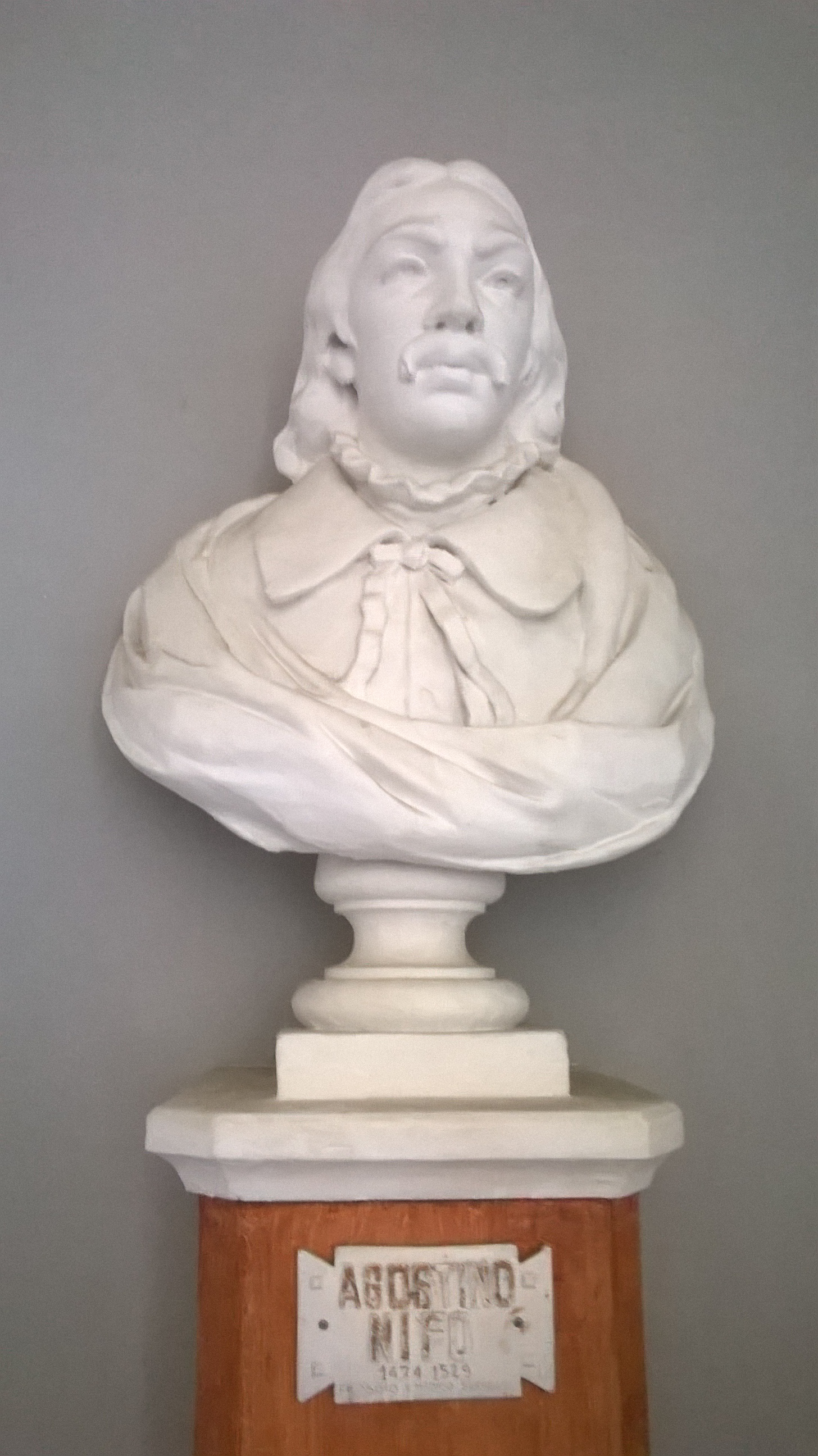
Busto di Agostino Nifo, esposto nell'atrio di ingresso del Liceo classico "Agostino Nifo" di Sessa Aurunca

Nel testo scritto su ordine papale si oppose alla tesi del Pomponazzi per il quale l'anima razionale è inseparabile dal corpo materiale e, dunque, la morte di questo porta con sé anche la scomparsa dell'anima. Nifo sostenne, invece, che l'anima individuale, quale parte dell'intelletto assoluto, è indistruttibile e alla morte del corpo si fonde in un'unità eterna.
Tra i suoi allievi, presso l'Università di Salerno figurano Tiberio Rosselli, filosofo calabrese autore di un testo molto controverso, Apologeticus adversos cucullatos, in cui si discostò dalle idee del maestro.
Gli fu conferita nel 1528 la cittadinanza onoraria di Napoli ed il 20 settembre 1531 essa fu estesa ai figli ed agli eredi in perpetuo. 
Morì il 27 maggio di un anno imprecisato tra il 1529 e il 1546. Alcune fonti lo riportano come sindaco di Sessa Aurunca tra il 1535 ed il 1536, mentre altre lo ritengono già deceduto alla data dell'estensione della cittadinanza onoraria ai suoi discendenti. Certa è la sua morte al 1548 quando un nobile sessano scrive una lettera ad un amico parlando di lui come morto da qualche tempo. 
Alla sua persona sono dedicati il Liceo classico Ginnasio dal 1887 e il Convitto nazionale dal 1925, aventi entrambi sede nell'ex convento degli Agostiniani della sua città natale.

## Le opere
Il periodo di attività del Nifo va dall'inizio della sua carriera universitaria nel 1495 alla morte avvenuta presumibilmente intorno al 1546; le opere rimaste incompiute furono pubblicate dai familiari dopo la morte. Esse sono:
- Comentario de operibus Averroè, 1495.
- Liber de intellectu, 1503.
- Aristotelis de generatione et corruptione liber, 1506.
- Opuscula moralia et politica, 1510.
- Ad Apotelesmata Ptolemaei eruditiones, 1513.
- De immortalitate animi, 1518.
- De infinitate primi motoris quaestio, 1519.
- De falsa diluvii prognosticatione, 1520.
- Dialectica ludicra, 1521.
- Epitomata rhetorica ludrica, 1521.
- Libellus de his quae ab optimis principibus agenda sunt, 1521
- De regnandi peritia, 1523.
- De Pulchro et De Amore, 1531.
- Expositiones in libros de sophisticos elenchis Aristotelis, 1540.
- Expositiones in omnes libros de Historia animalim, de partibus animalium et earum causis ac de Generatione animalium, 1546.
- In libris Aristotelis meteorologicis commentaria, 1547. (postumo)
- Physicorum auscultationum Aristotelis libri octo, 1549 (postumo).
- Super Libros Priorum Aristotelis, 1554 (postumo).
- Commentarium in tres libros Aristotelis De anima, 1559 (postumo).
- Dilucidarium metaphysicarum disputationum in Aristotelis Deum et quatuor libros metaphysicarum, 1560 (postumo).

Furono poi più volte ripubblicati, in quanto ampiamente diffusi, i suoi numerosi commentari su Aristotele.
L'edizione più nota fu quella stampata a Parigi nel 1645 in quattordici volumi (compresi gli Opuscula).

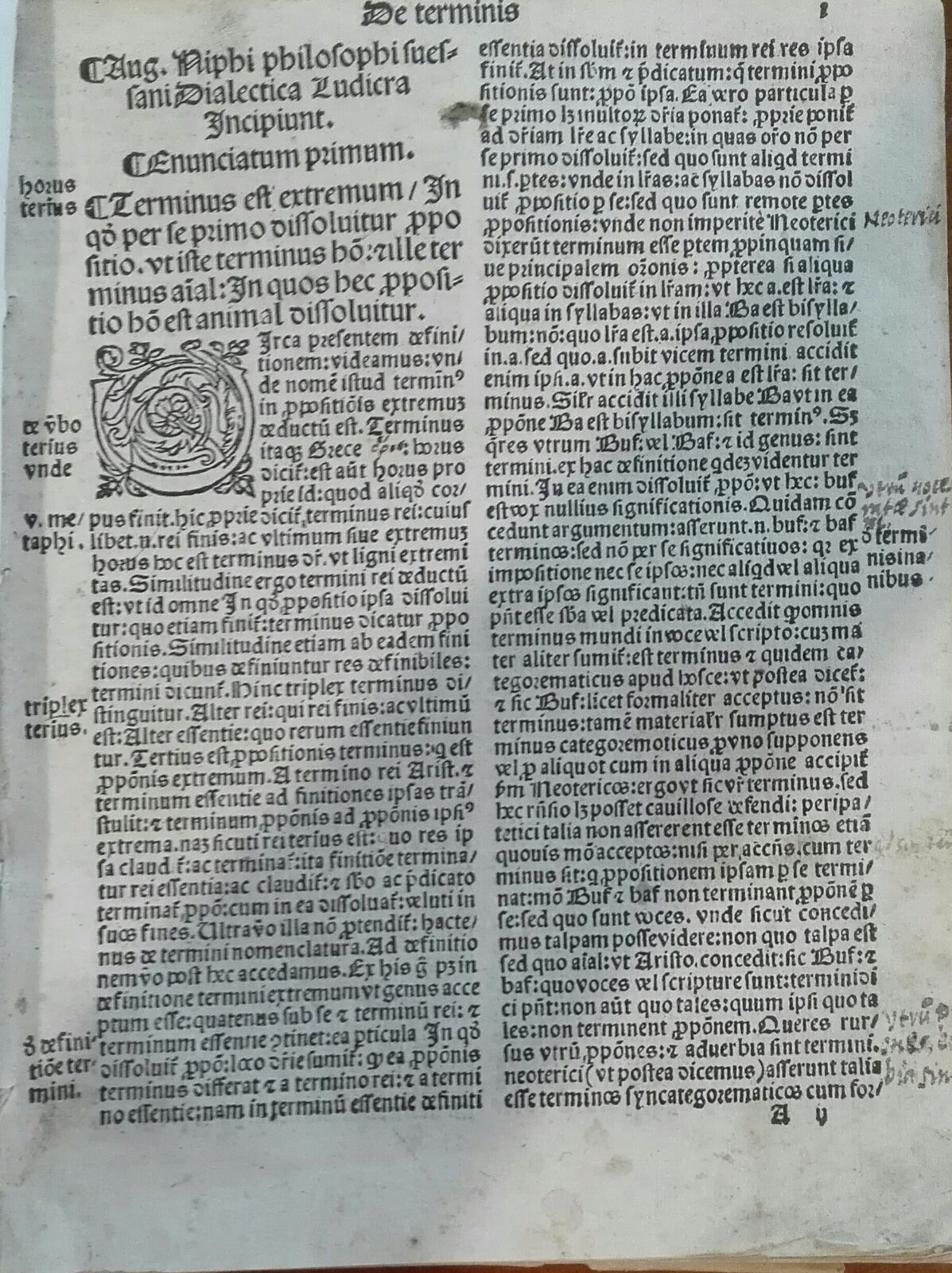
Dialectica ludicra (1521), frontespizio; conservato nella biblioteca del Liceo Classico Agostino Nifo di Sessa Aurunca.
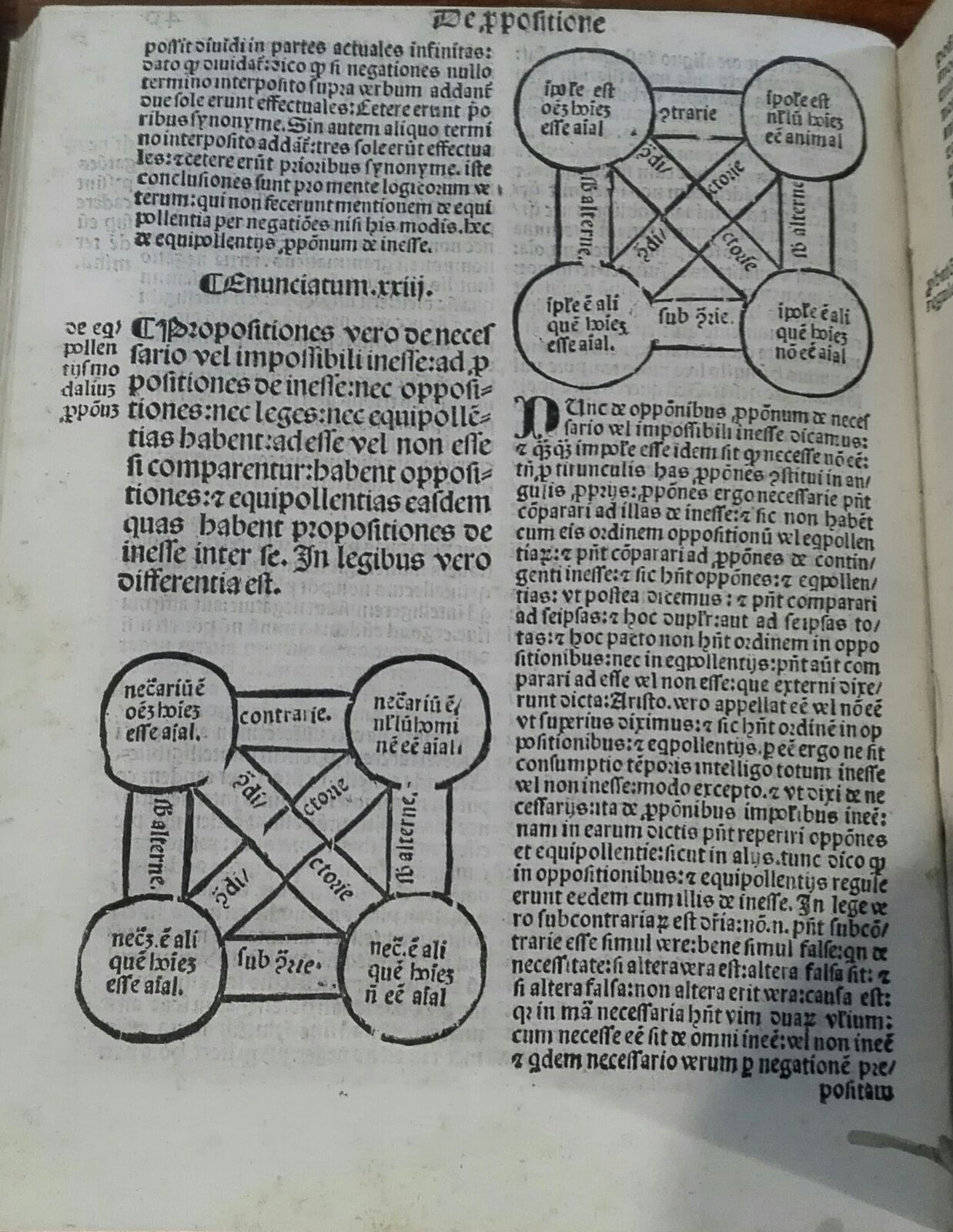
Dialectica ludicra (1521), disegno interno.
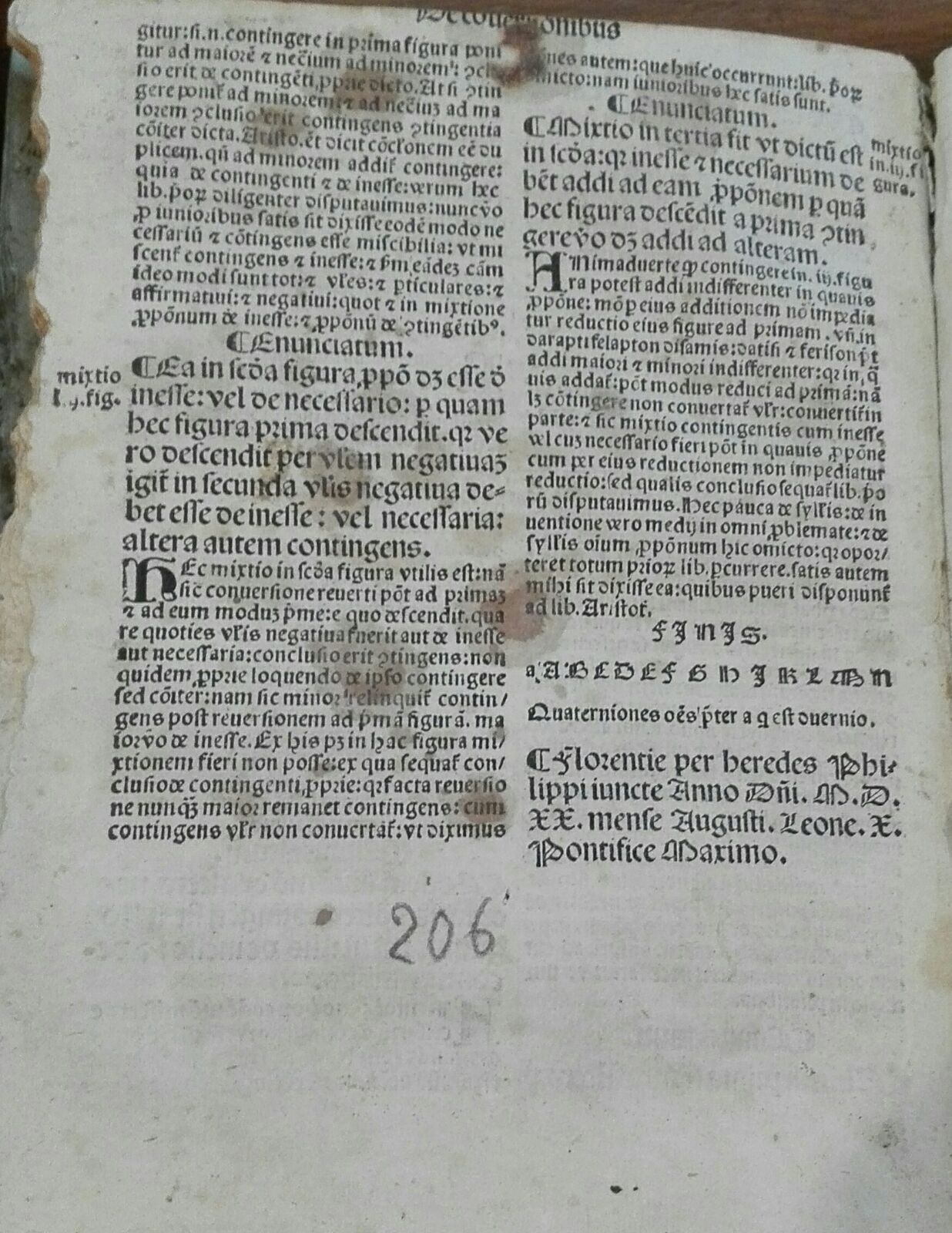
Dialectica ludicra (1521), colophon.
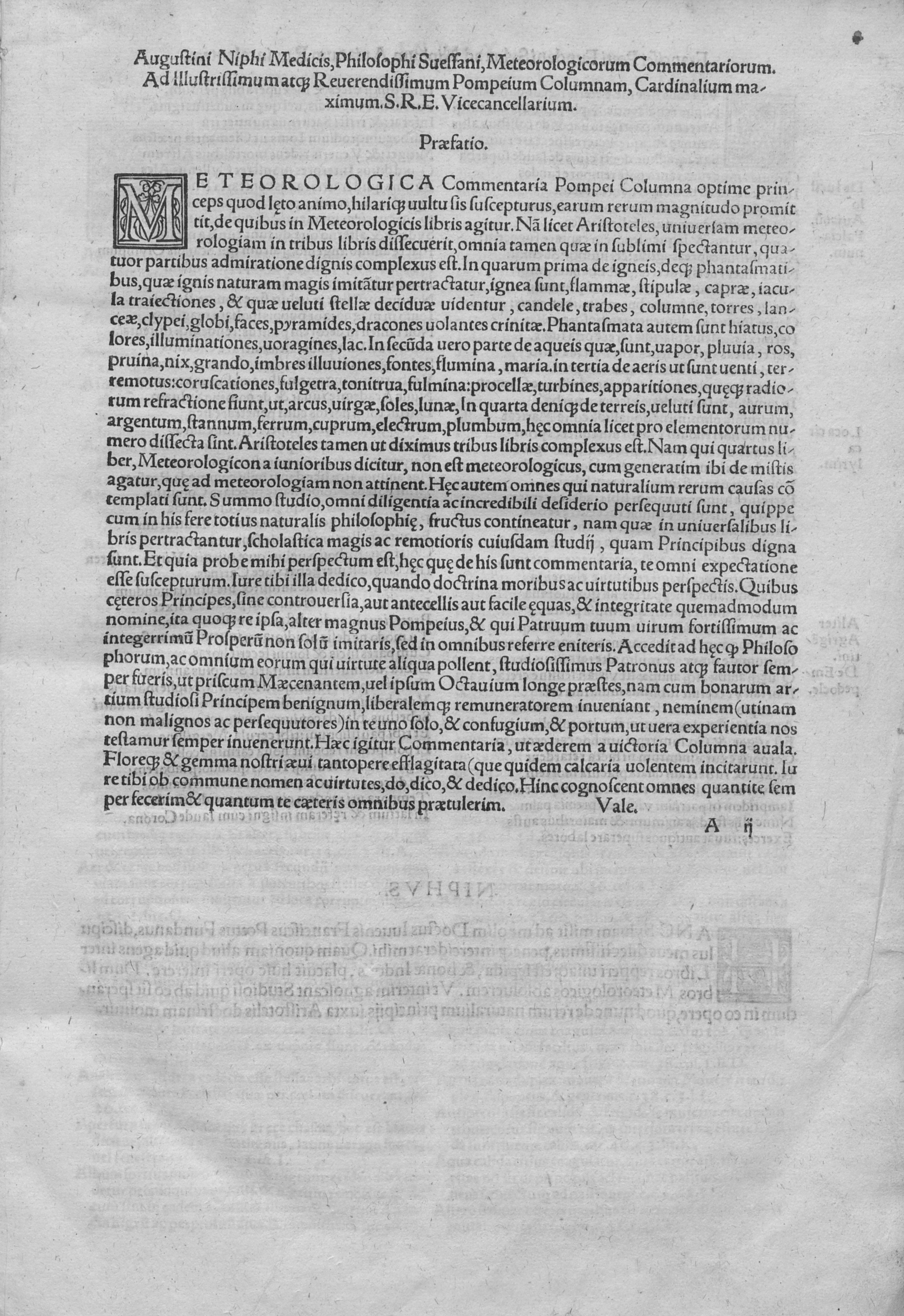
In libris Aristotelis meteorologicis commentaria.
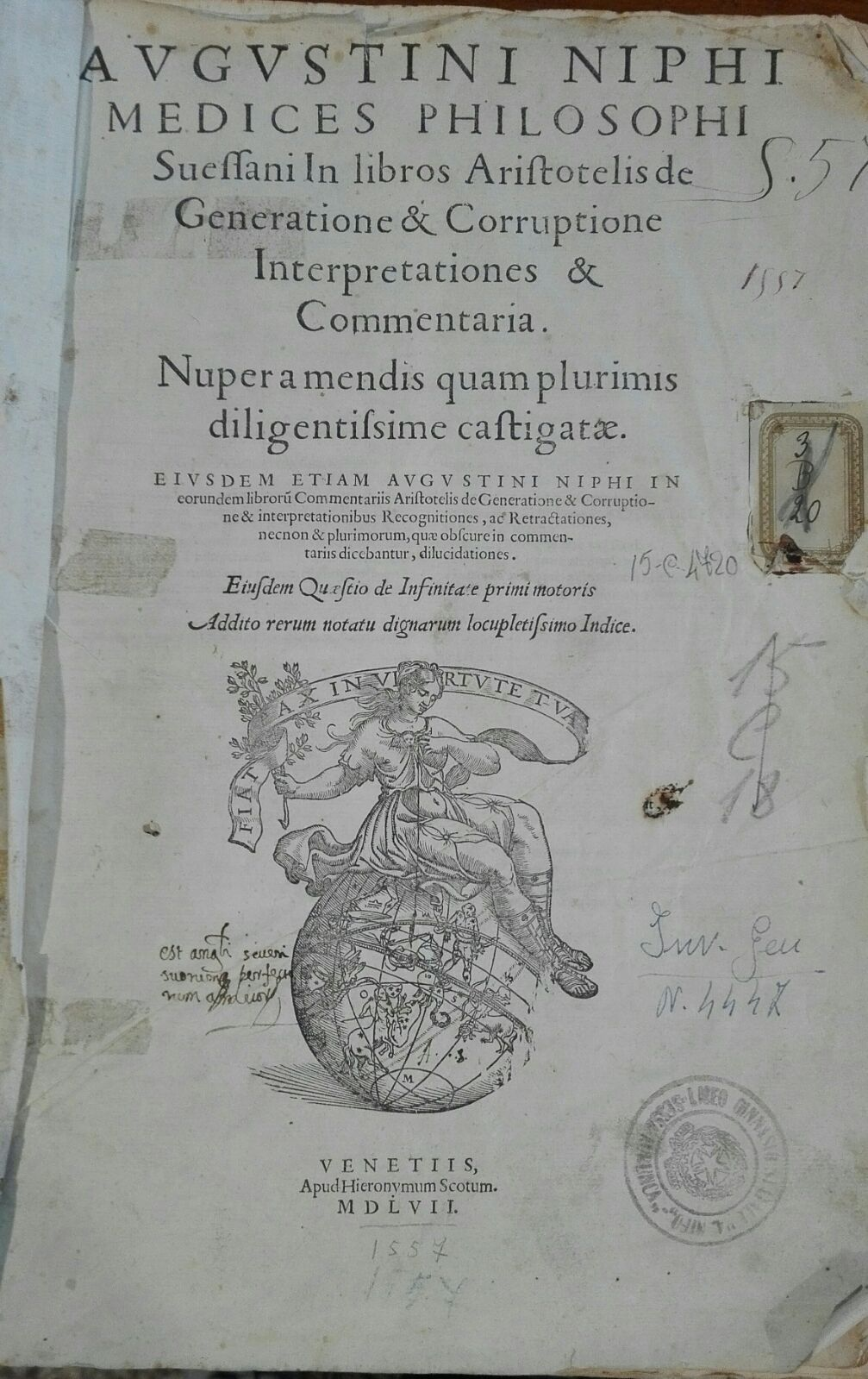
In libros Aristotelis De generatione & corruptione interpretationes & commentaria, frontespizio; conservato anch'esso nella biblioteca del Liceo Classico Agostino Nifo  di Sessa Aurunca.
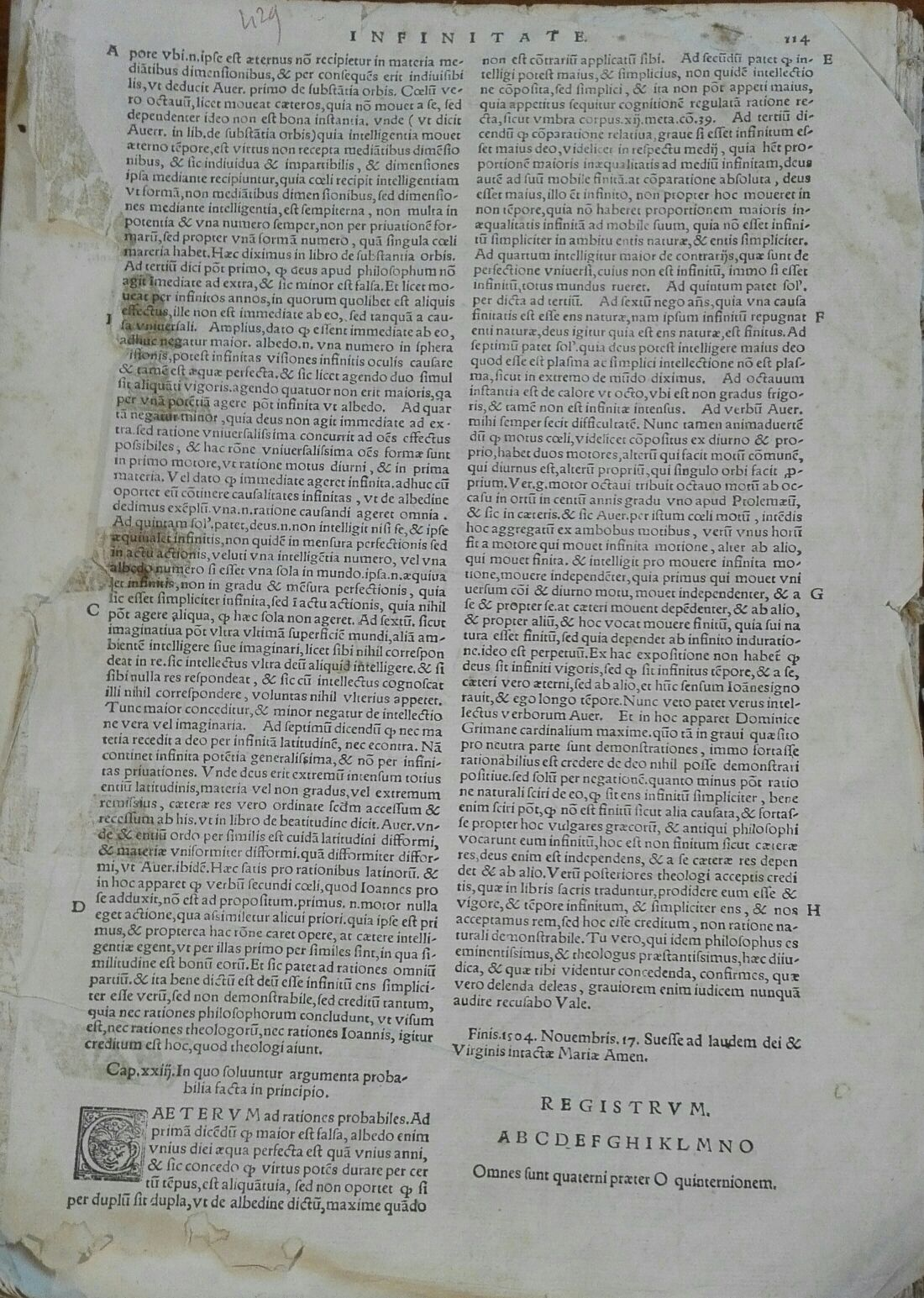
In libros Aristotelis De generatione & corruptione interpretationes & commentaria, colophon.
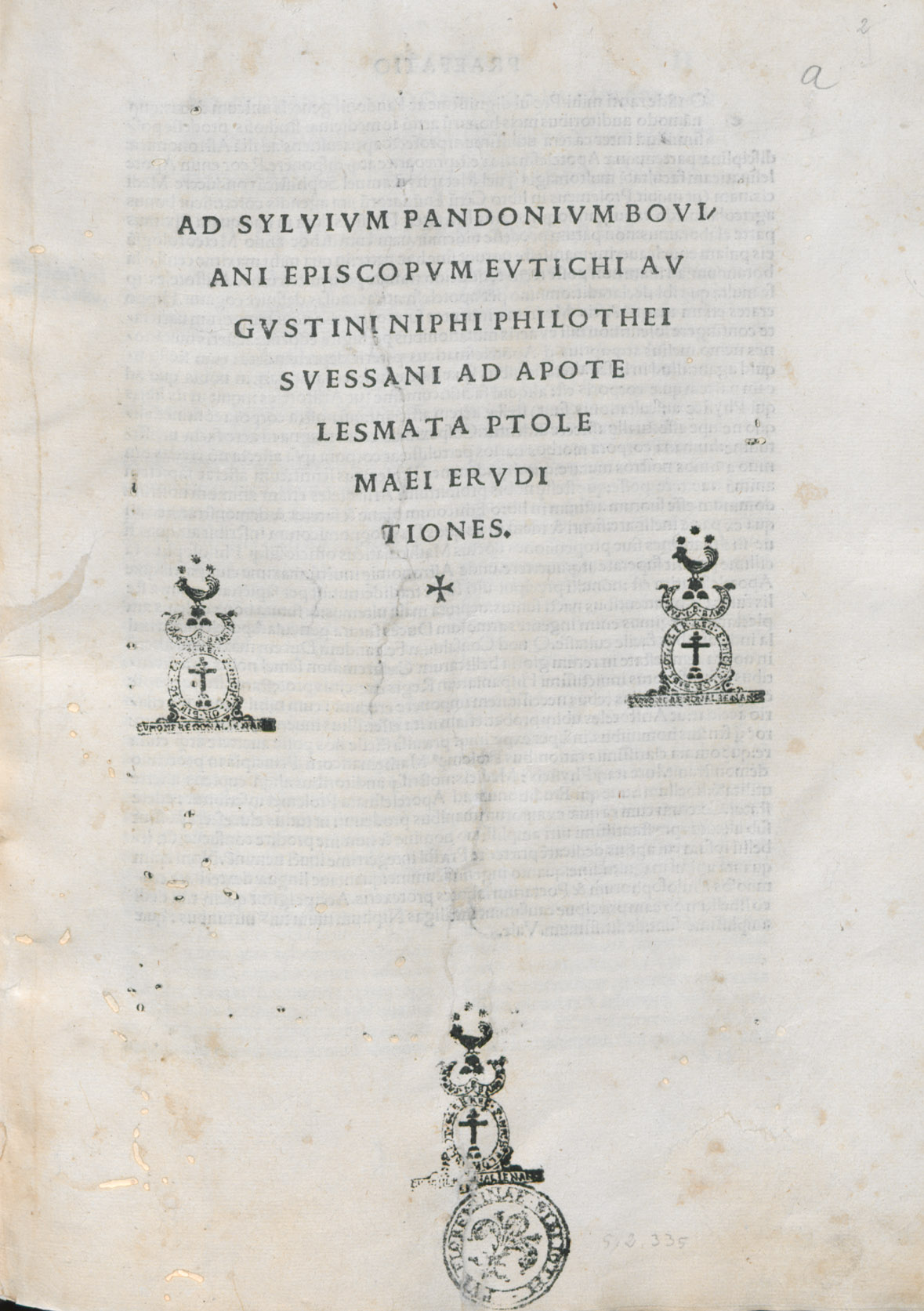
Ad Apotelesmata Ptolemaei eruditiones, 1513, frontespizio.

## Curiosità
Lo si ritiene protagonista di un curioso episodio: nel 1523, infatti, pubblicò il trattato in latino De Regnandi Peritia dedicato all'imperatore Carlo V. Alcuni ritengono che l'opera sia un plagio del più noto Il principe di Niccolò Machiavelli (scritto nel 1513 ma pubblicato postumo solo nel 1531) del cui manoscritto il Nifo sarebbe venuto in possesso e avrebbe riadattato approfittando del fatto che il testo non fosse stato reso pubblico ma circolasse solo in forma di appunti. La sua versione espunge le affermazioni palesemente contrastanti con la dottrina cristiana come l'equiparazione del divino profeta Mosè, condottiero e legislatore del popolo di Israele, con i fondatori dei moderni Stati pagani.

### Edizioni e traduzioni
- Agostino Nifo, La filosofia nella corte. Monografia introduttiva, testo latino a fronte, traduzione, note e apparati di E. De Bellis. Collana “Il pensiero occidentale”, Milano, Bompiani, 2010.

### Studi
- Gennaro Monarca, Agostino Nifo (vita ed opere): traccia per una riscoperta, I edizione, Di mambro editore, 1975.
- AA. VV., «Nifo, Agostino», in Dizionario di filosofia, Roma, Istituto dell'Enciclopedia Italiana, 2009.
- Giampiero Di Marco, Giuseppe Parolino, Incunaboli e cinquecentine nelle biblioteche di Sessa, Minturno, Caramanica Editore, 1997.
- Ennio De Bellis, Il pensiero logico di Agostino Nifo, Galatina, Congedo, 1997.
- Ennio De Bellis, Nicoletto Vernia e Agostino Nifo. Aspetti storiografici e metodologici, Galatina, Congedo, 2003.
- Ennio De Bellis, Bibliografia di Agostino Nifo, Collana Quaderni di “Rinascimento”. Istituto Nazionale di Studi sul Rinascimento, Firenze, Olschki, 2005.
- Edward P. Mahoney, Two Aristotelians of the Italian Renaissance: Nicoletto Vernia and Agostino Nifo, Abingdon-on-Thames, Taylor & Francis Ltd., 2000.
- Margherita Palumbo, «NIFO, Agostino», in Dizionario Biografico degli Italiani, Volume 78, Roma, Istituto dell'Enciclopedia Italiana, 2013.
- Angelico Poppi, Introduzione all'aristotelismo padovano, Antenore, Padova 1970.